# Lemazone
Lemazone war ein britischer Hersteller von Automobilen.

## Unternehmensgeschichte
Mike Parkington gründete 1984 das Unternehmen in Leigh in der Grafschaft Lancashire. Er begann mit der Produktion von Automobilen und Kits. Die Markennamen lauteten neben Lemazone auch Beaujangle, Pulsar und SN. 1987 endete die Produktion.

## Fahrzeuge

### Markenname Lemazone
Einziges Modell war der Comet. Das Coupé mit Stufenheck war der Nachfolger des SN 1. Zwischen 1984 und 1987 entstand lediglich ein Fahrzeug.

### Markenname Beaujangle
Zwischen 1985 und 1987 setzte Lemazone die Produktion des Can-Am von Beaujangle Sales fort. Die Basis bildete das gekürzte Fahrgestell des VW Käfer. Darauf wurde eine offene zweisitzige Karosserie montiert, die entfernt einem Rennwagen des Can-Am ähnelte.

### Markenname Pulsar
Lemazone setzte zwischen 1985 und 1987 die Produktion des zuvor von Amplas hergestellten Pulsar fort. Ein Leiterrahmen bildete die Basis. Viele Teile wie Vorderachse, Lenkung und luftgekühlte Vierzylinder-Boxermotor kamen vom VW Käfer. Die Windschutzscheibe stammte vom Citroën GS. Die Karosserie war dem Porsche 911 nachempfunden.

### Markenname SN
1986 fertigte Lemazone den SN 1.